# Tęgomir stodorański
Tęgomir (łac. Tugumir) (zm. po 938) – książę Stodoran.

## Życiorys
Jesienią 928 na ziemie Tęgomira najechał król niemiecki Henryk I Ptasznik. Książę wycofał się do Brenny, gdzie został oblężony przez wojska Henryka. Walki pod słowiańskim grodem zakończyły się klęską Tęgomira. Pokonany książę został uwięziony, zaś plemię Stodoran zmuszone do opłacania trybutu. Będąc w niewoli, Tęgomir zaprzyjaźnił się z dawnymi wrogami, zaś jego córka została prawdopodobnie nałożnicą syna Henryka, Ottona. Ze związku tego miał pochodzić nieślubny syn, arcybiskup Moguncji Wilhelm. Po wyjściu z niewoli niemieckiej w 938, Tęgomir wziął udział w zmowie z margrabią Marchii Wschodniej Geronem. Przybył do Brenny, gdzie ogłosił swój powrót. Współplemieńcy uznali jego władzę i przywrócili mu tron książęcy. Wkrótce Tęgomir podstępnie zgładził swego nieznanego z imienia bratanka, jedynego dziedzica tronu stodorańskiego, i poddał się wraz z ludem władzy Ottona.
Istnieje hipoteza, jakoby Tęgomir był ojcem księcia Stodoran Przybysława i Dobromira, ojca polskiej księżnej Emnildy. Według innych przypuszczeń Tęgomir, jedyny obok księcia czeskiego Bolesława I Srogiego chrześcijański władca Słowian zachodnich, został chrzestnym Mieszka I, który od niego przyjął imię chrzestne Tęgomir (łac. Dagome) utrwalone w dokumencie „Dagome iudex”.
Tęgomir miał czterech synów: Boliluta, Przybysława, Ludolfa i Dobromira.